# Bankó András
Bankó András, eredeti neve: Baukó (Békéscsaba, 1891. május 5. – Békéscsaba, 1970. május 4.)  békéscsabai városi főmérnök.

## Életútja
Földművelésből és állattartásból élő nyolcgyermekes család harmadik gyermekeként született. Elemi iskolai és gimnáziumi tanulmányait is Békéscsabán végezte, a Rudolf Főgimnáziumban érettségizett, majd 1911-ben beiratkozott a Műegyetemre. Mivel szüleitől érdemleges anyagi segítségre nem számíthatott, egyetemi évei alatt évfolyamtársainak korrepetálásából származó bevételből tartotta fenn magát. 1918-ben megkapta mérnöki oklevelét.
Tanulmányai során 1915-ben eljutott az abszolutóriumig, de ezt követően katonai és harctéri szolgálatot teljesített az első világháborúban, 1918 tavaszáig. Az olasz fronton, Isonzónál elért harctéri sikerei elismeréseként tartalékos főhadnagynak nevezték ki, és még a háború befejezése előtt kitüntették a Nagyezüst Vitézségi Éremmel és a Károly Csapatkereszttel.

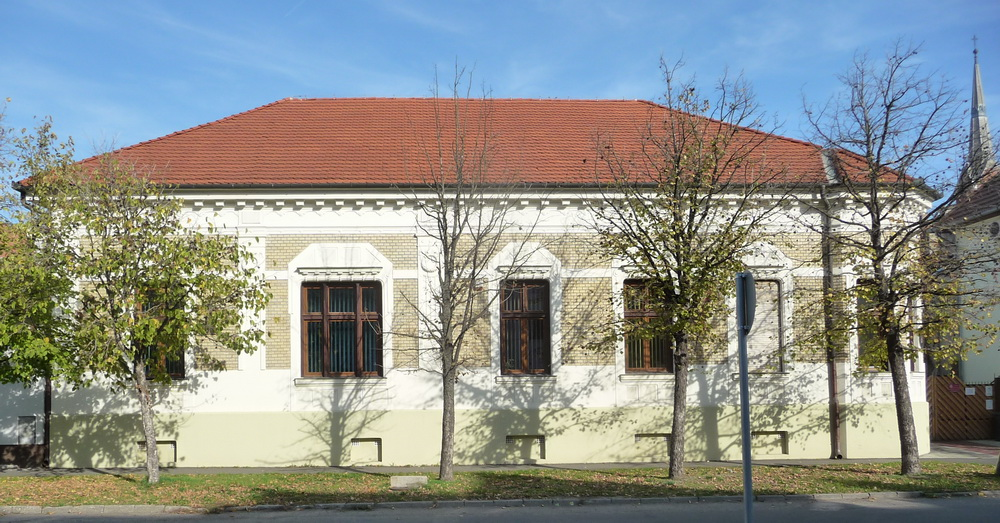
Bankó András egykori lakóháza Békéscsabán

Leszerelése után befejezte műegyetemi tanulmányait, és 1918 júliusában megkapta mérnöki oklevelét. Ezt követően Békéscsaba városnál helyezkedett el, mérnöki munkakörben. Több városfejlesztési beruházás köthető a nevéhez. számos városképi objektum megépítésében vállalt szerepet. Magánemberként földmérői tevékenységet folytatott Békéscsaba környékén. Mindemellett aktív tagja volt a város társadalmi és kulturális életének.
1928-ban házasságot kötött a Városháza akkori főügyészének, dr. Margócsy Miklósnak a legidősebb lányával, Margócsy Irénnel (1901–1944). Házasságukból három gyermekük született: Borbála (1929–2006), Miklós (1930–2020) és András (1934–2006).
A Nagyezüst Vitézségi Érem birtokában 1940-ben jelentkezett a Vitézi rendbe, és fel is vették a szervezetbe. Ennek során nevét magyarosítani kellett, így lett ettől kezdve a neve vitéz Bankó András.
A második világháború vége felé, 1944 őszén, a város polgármestere, vitéz Jánossy Gyula javasolta neki, hogy a közeledő szovjet csapatok elől meneküljön Nyugatra. Jelezte, hogy a város megfelelő járművet biztosít majd neki a család és a főbb értékek elszállításához. Ő azonban nem fogadta el az ajánlatot, és maradt a tulajdonában álló Hunyadi tér 1. sz. alatti házában, egészen haláláig. (Az épületben jelenleg – 2013 – a Békés Megyei Kormányhivatal Földhivatala működik.)

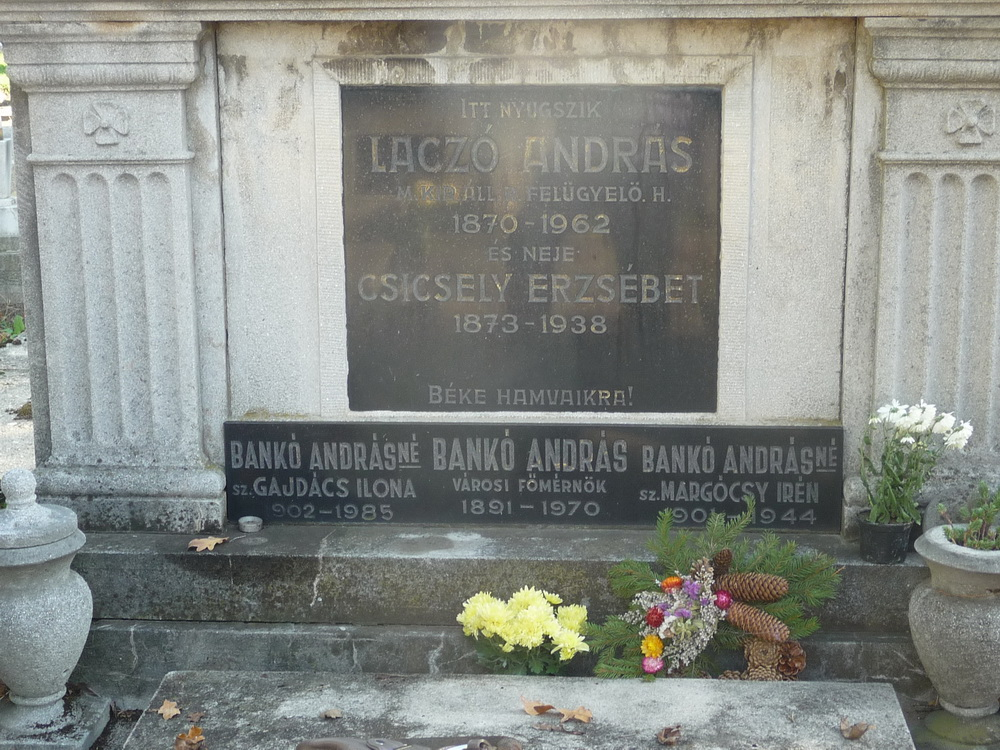
Bankó András nyughelye a békéscsabai temetőben

1944 novemberében, fiatalon, 43 éves korában váratlanul meghalt a felesége, magára hagyva őt és a gyerekeket. 1947-ben újból megházasodott, feleségül vette Gajdács Ilonát. Ebből a házasságból azonban nem született gyermek.
40 évi szolgálat után, 1958-ban nyugállományba vonult, de továbbra is részt vett a város kulturális életében.
A Műegyetem rektora 1968-ban Arany Diplomát adományozott neki, 50 éves eredményes mérnöki munkája elismeréseként.
Egész felnőtt életében aktív tagja volt az Evangélikus Egyháznak. Minden vasárnap részt vett a templomi istentiszteleten, és presbiterként betöltötte az egyházmegyei felügyelői tisztet, tagja volt a békéscsabai Evangélikus Gimnázium felügyelőbizottságának és az egyházi énekkarnak is. Emellett tevékenyen részt vett a város kulturális életében, elsősorban az Auróra kör rendezvényein.
Az ő hivatali ideje alatt egyik öccse, Baukó János is a Városháza alkalmazásában állt, és hajdúként dolgozott.
A halál egy nap híján 79 éves korában, 1970-ben érte, és a békéscsabai alsóvégi (vasúti) temetőben helyezték végső nyugalomra.
Annak még életében örülni tudott, hogy mindkét fia mérnöki diplomát szerzett, de a mérnöki hivatás a leszármazottai között is gyakori: unokái és dédunokái között is több okleveles mérnök van.

## Munkássága
Bankó Andrást Békéscsaba Város Képviselő Testülete 1919 januárjában mérnökké választotta és a Mérnöki Hivatalban (az Építési Osztályon) kezdte meg a munkáját, beosztott mérnökként. A hivatalt addig vezető Ádám Gusztáv nyugdíjba vonulása után, 1931-ben ő kapta meg főmérnökként a vezetői kinevezést, és ebben a beosztásban dolgozott egész hivatali tevékenysége végéig, 1958-as nyugdíjazásáig. Bár ez alatt az időszak alatt nem volt a városházán kinevezett főépítész, de a főmérnök vezette Mérnöki Hivatalban dolgozott beosztott építészmérnök is.
Szakmai szempontból egész pályafutása alatt sokat foglalkozott városépítési és városrendezési kérdésekkel. A városházán töltött hosszú évek során számtalan olyan építési tevékenységet irányított vagy kezdeményezett, amelyek mind a város működésével vagy fejlődésével voltak kapcsolatban. Az ő előterjesztése alapján döntött például a város közgyűlése számos utcában az addigi földútnak kövezett úttestre történő átépítéséről. A szükséges kőanyagok kiválasztása céljából ő maga kereste fel személyesen az érintett kőbányákat. A második világháború során légitámadás érte a város vasúti pályaudvarát, amely földig rombolta a pályaudvar mellett felépült Kakas Szállodát is. Ennek mentési munkáit is ő irányította.
A szovjet csapatok 1944. október 6-án vonultak be Békéscsabára. Ekkor a városházán is lefolytatták az igazolásokat, aminek során az igazoló bizottság 1945. február 24-én Bankó Andrást is igazolta, elismerve, hogy semmilyen háborús bűntett nem terheli. Meghagyták a beosztásában, mert a tudására és a gyakorlatára továbbra is szükség volt. Vallását továbbra is vállalta és gyakorolta, de a vitézi címet  a későbbiekben nem használta.
A városházán betöltött vezetői beosztásából kifolyólag aktív tagja volt a város több intézménye, mint például a Városi Színház és az Árpád Fürdő felügyelőbizottságának.
1958-ban nyugállományba vonult, miután a munkakörét és az ügyek intézését átadta kinevezett utódjának. Halála után Békéscsaba város vezetősége utcát nevezett el róla.

## Forrás
1. ↑  A békéscsabai 1 a 17-es jelzetű Keresztelési anyakönyv 520. lapján található 297. sorszámú bejegyzés.
2. ↑  A Békéscsabai Evangélikus Egyházközség Halotti anyakönyve XX. kötete 423. lapján található 83. sorszámú bejegyzés.
3. ↑  Gécs Béla. A békéscsabai városháza krónikája. A szerző kiadása, 117–118. o. (Békéscsaba, 2013). ISBN 978-963-08-7131-0
4. ↑  Bankó (Baukó) András (1891–1970). (Hozzáférés: 2021. november 30.)
5. 1 2  Margócsy-Bankó-ház. (Hozzáférés: 2021. július 6.)